# Diocèse d'Ambanja
Le diocèse d'Ambanja est une circonscription de l'Église catholique romaine à Madagascar. Il fut érigé le 14 septembre 1955.
D'une superficie de 34 083 km2, il se situe dans la région de Diana, dans la province de Diego-Suarez. Son siège se trouve dans la ville d'Ambanja.